# Абдуллин, Мансур Идиатович
Мансу́р Идиа́тович Абду́ллин (тат. Мансур Һидият улы Габдуллин; 15 сентября 1919 — 8 июня 1996) — лейтенант Рабоче-крестьянской Красной Армии, участник Великой Отечественной войны. Герой Советского Союза (1943).
Во время войны в должности командира орудия 167-го гвардейского лёгкого артиллерийского полка (3-й гвардейская лёгкая артиллерийская бригада, 1-я гвардейская артиллерийская дивизия прорыва, 70-я армия, Центральный фронт) особо отличился в Курской битве, в ходе которой он лично уничтожил 8 танков противника.

## Биография

### Ранние годы
Мансур Идиатович Абдуллин родился 15 сентября 1919 года в деревне Киргиз-Мияки (по другим данным родился в селе Стерлибашево Стерлитамакского уезда, ныне — Стерлибашевский район) Белебеевского уезда Уфимской губернии (ныне — Миякинский район республики Башкортостан) в татарской крестьянской семье.
В 1927 году поступил в Киргиз-Миякинскую среднюю школу, позже трудился в местном колхозе. В 1937 году переехал в Узбекскую ССР, где стал работать учителем по ликвидации неграмотности в рабочей артели «Аркабеш» в городе Ленинск (ныне — город Асака Андижанского области Узбекистана).
В 1938 году (согласно другим данным — в 1939 году) был призван на службу в РККА Ленинским райвоенкоматом Ферганской области. С 1941 года находился на фронтах Великой Отечественной войны. Осенью 1941 года был ранен и направлен на лечение в госпиталь; после выздоровления в июле 1942 года вернулся в строй. Участвовал в боях на Западном, Центральном, 2-м Белорусском и 1-м Белорусском фронтах. Также принял участие в Смоленской, Сталинградской и Курской битвах.

### Подвиг
За бои 5—9 июля 1943 года в районе селений Тёплое — Самодуровка, М. И. Абдуллин был представлен комбригом 3 гв. лёгкой артиллерийской бригады Жагала приказом от 10.7.1943 к награждению орденом Красной Звезды. Отмечалось, что выкатив орудие на открытую боевую позицию, прямой наводкой «тов. Абдуллин разбил два немецких танка, рассеял и уничтожил до роты вражеской пехоты».
10 июля 1943 года в районе села Молотычи (Фатежский район Курской области) в должности командира орудия 167-го гвардейского лёгкого артиллерийского полка (3-я гвардейская лёгкая артиллерийская бригада, 1-я гвардейская артиллерийская дивизия прорыва, 70-я армия, Центральный фронт) гвардии старший сержант Абдуллин отличился при отражении атаки противника. Немецкая пехота трижды атаковала его огневую позицию при поддержке 60 танков; было сброшено 150 авиационных бомб, выпущено несколько сот снарядов и мин. Во время ожесточённого боя, стреляя прямой наводкой, Абдуллин уничтожил 8 танков, в том числе 3 «Тигра» и до батальона вражеской пехоты. В ходе боя Мансур был тяжело ранен осколками снаряда.
За бои 10 июля 1943 года в районе селения Молотычи, командир 167 гв. лап подполковник Бутко подписал 12.7.43 г. наградной лист на представление к правительственной награде Герой Советского Союза. Указом Президиума Верховного Совета СССР от 7 августа 1943 года старшему сержанту Мансуру Идиатовичу Абдуллину присвоено звание Героя Советского Союза со вручением медали «Золотая Звезда» и ордена Ленина.

### Дальнейшая жизнь
После лечения в октябре 1944 года Абдуллин ушёл в запас в звании лейтенанта и вернулся в Башкирию. С 1944 по 1945 года обучался в партийной школе при Башкирском областном комитете ВКП(б). В 1945 году вступил в ВКП(б). В 1949 году окончил Башкирский педагогический институт им. К. Т. Тимирязева. (Ныне Уфимский университет науки и технологий). После этого он работал директором средней школы № 1 в селе Стерлибашево, с 1956 года — заведующим Стерлибашевским РОНО. Позже Абдуллин переехал в Уфу, где в 1962 году стал директором средней школы № 109, а в 1976 году — директором школы-интерната № 2.
Мансур Идиатович Абдуллин скончался 8 июня 1996 года, похоронен в Уфе на Южном кладбище.

## Награды и звания
Советские государственные награды и звания:
- Герой Советского Союза (7 августа 1943)[7]:
  - Медаль «Золотая Звезда» № 1205
  - Орден Ленина
- Орден Отечественной войны I степени (6 апреля 1985)[11]
- Ордена Красной Звезды (1942[3], 10 июля 1943)[12]
- Медаль «За оборону Сталинграда» (12 октября 1944)[13]
- «Отличник народного просвещения РСФСР» (1970)[3]
- «Заслуженный учитель БАССР» (1980)[3]

## Память
В Уфе в честь героя была установлена мемориальная доска на здании дома по адресу улица Блюхера, дом 18, в котором он жил с 1974 по 1996 годы. Его имя получили уфимские школа-интернат № 2 и музей в школе № 109. В родном селе Абдуллина Киргиз-Мияки в его честь была названа средняя школа № 1.

## Комментарий
1. ↑  В некоторых источниках отчество приводится как «Идиятович»[1][2].